# Glebionidinae
Glebionidinae es una subtribu perteneciente a la subfamilia Asteroideae de la familia Asteraceae.

## Descripción
La mayoría de las especies de esta subtribu son arbustos ( endémicos de Macaronesia ), el resto de las especies tienen un ciclo de vida anual. El indumento se compone de pelo normal (no basifijo ) o glandular ( Heteranthemis ). Las hojas están dispuestas de una manera alternan, tienen un limbo dentado  y son del tipo bi-pinnadas. Las inflorescencias están compuestas de cabezas solitarias en densos corimbos. La estructura de la cabeza es típico de la familia Asteraceae : un tallo de apoyo a una carcasa compuesta de varias escalas (o brácteas ) hemisféricas dispuestas en varias series (3-4 líneas ) que sirven como protección para el receptáculo plano o convexo sobre la cual se encuentran dos tipos de flores: las externas radiantes liguladas y femeninas y las internas del disco, tubulares y hermafroditas.  Las frutas son aquenios con vilanos. Existe un dimorfismo entre los aquenios de las flores liguladas (externas) y las tubulares (en el centro del disco). 

## Distribución y hábitat
Las especies de este grupo se distribuyen principalmente en el Hemisferio norte. 

## Géneros
La subtribu comprende 4 géneros y 28 especies:
- Argyranthemum Webb (24 spp.)
- Glebionis Cass. (2 spp.)
- Heteranthemis Schott (1 sp.)
- Ismelia Cass. (1 sp.)